# 施泰尔武器
施泰尔武器（Steyr Arms 德語發音：[ˈʃtaɪ̯ɐ] ⓘ），或译斯泰尔，是奥地利的一家枪械制造商，产品包括斯泰爾AUG突擊步槍等，前身是斯太尔-戴姆勒-普赫的一个部门，1989年独立，之后公司改名为斯泰爾-曼利夏（Steyr Mannlicher），2019年1月1日改现名。